# Castleberry
Castleberry – miasto w Stanach Zjednoczonych, w stanie Alabama, w hrabstwie Conecuh. W roku 2023 miasto zamieszkiwało 468 osób, a gęstość zaludnienia wynosiła 104,5 osoby/km².